# Cenotafio alla contessa Anna Maria Porro Lambertenghi
Il cenotafio alla contessa Anna Maria Porro Lambertenghi è un monumento realizzato nel 1818 dallo scultore danese Bertel Thorvaldsen situato nella villa Reale di Milano. Dal 2017 il monumento è inglobato all'interno di un bar ricavato nel porticato del cortile d'ingresso.

## Storia e descrizione
Il cenotafio, eretto in memoria della contessa Anna Maria Porro Lambertenghi (1782-1813) su commissione del marito Luigi Porro Lambertenghi, fu realizzato tra il 1817 e il 1818 dallo scultore Bertel Thorvaldsen. Il monumento fu in origine posto nel giardino del Palazzo Porro in via Monte di Pietà, dove la contessa aveva abitato durante il matrimonio: solo successivamente fu trasferito nella villa Reale.

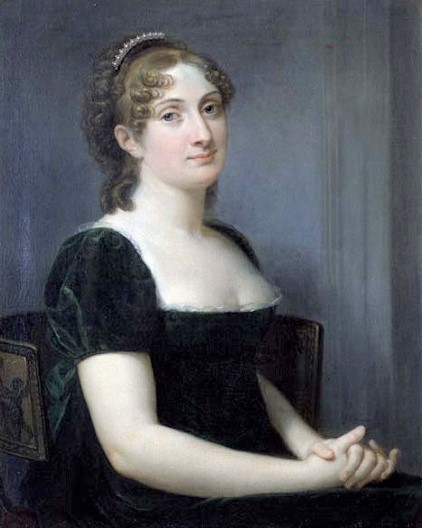
Andrea Appiani: Anna Maria Porro Lambertenghi Serbelloni, 1811

Il sarcofago ha le forme di un cubo sormontato da falde e acroteri agli angoli: sulle facce sono rappresentati in bassorilievo rispettivamente una Nemesi alata nell'atto di annotare le virtù del defunto; Imene protettore del matrimonio coronato con papaveri ed infine, sulla faccia principale del monumento, una rappresentazione della defunta che conforta che conforta il marito nell'atto di alzare il braccio al cielo a fianco del figlio che bacia l'urna funeraria della madre. Se per la Nemesi alata ed Imene Thorvaldsen riprese modelli già da lui stesso utilizzati in altre opere, la composizione usata nella rappresentazione della famiglia Porro Lambertenghi fu invece originale e pensata appositamente per questo monumento.
La quarta faccia presenta una lapide recante la seguente iscrizione:

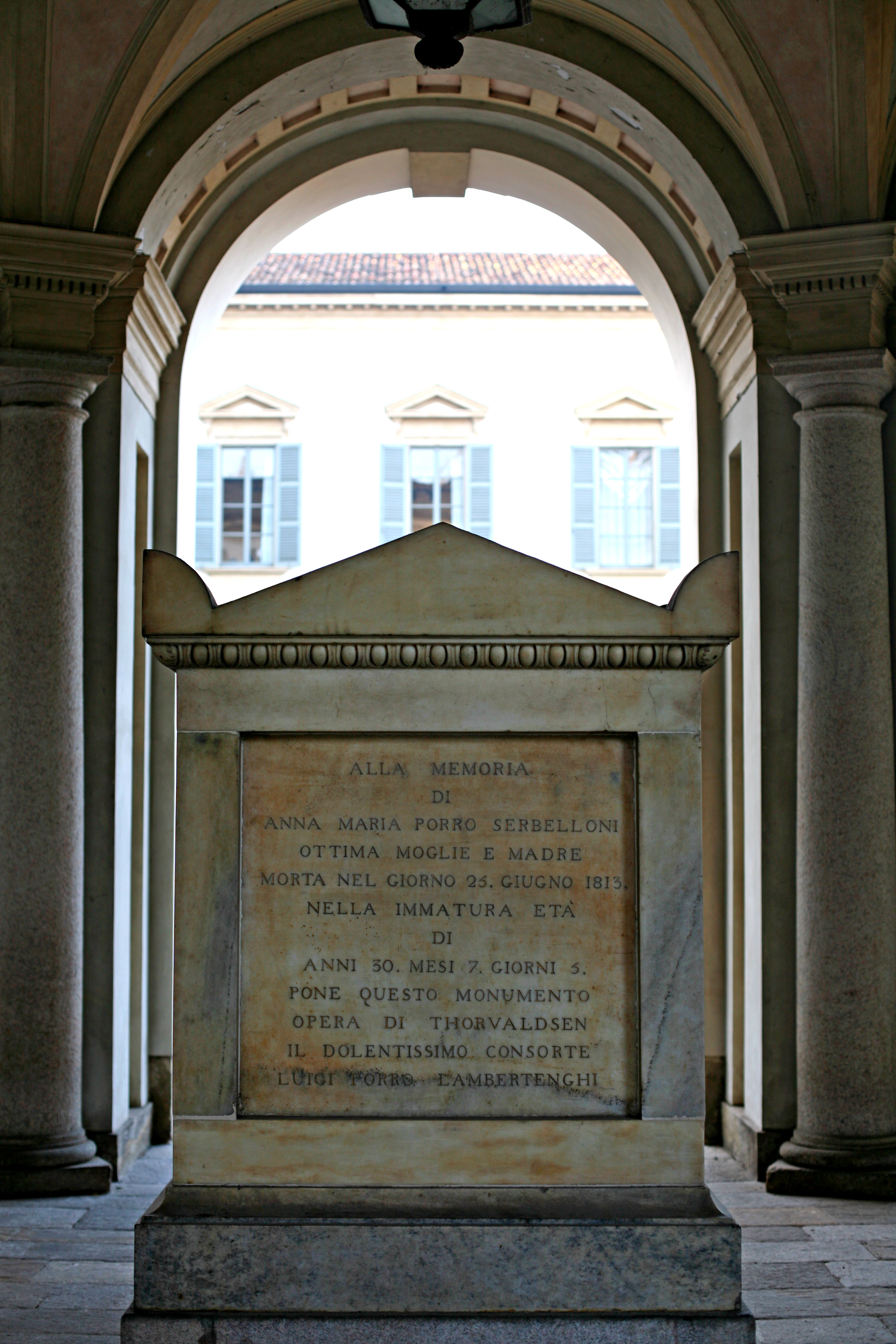
targa sul monumento
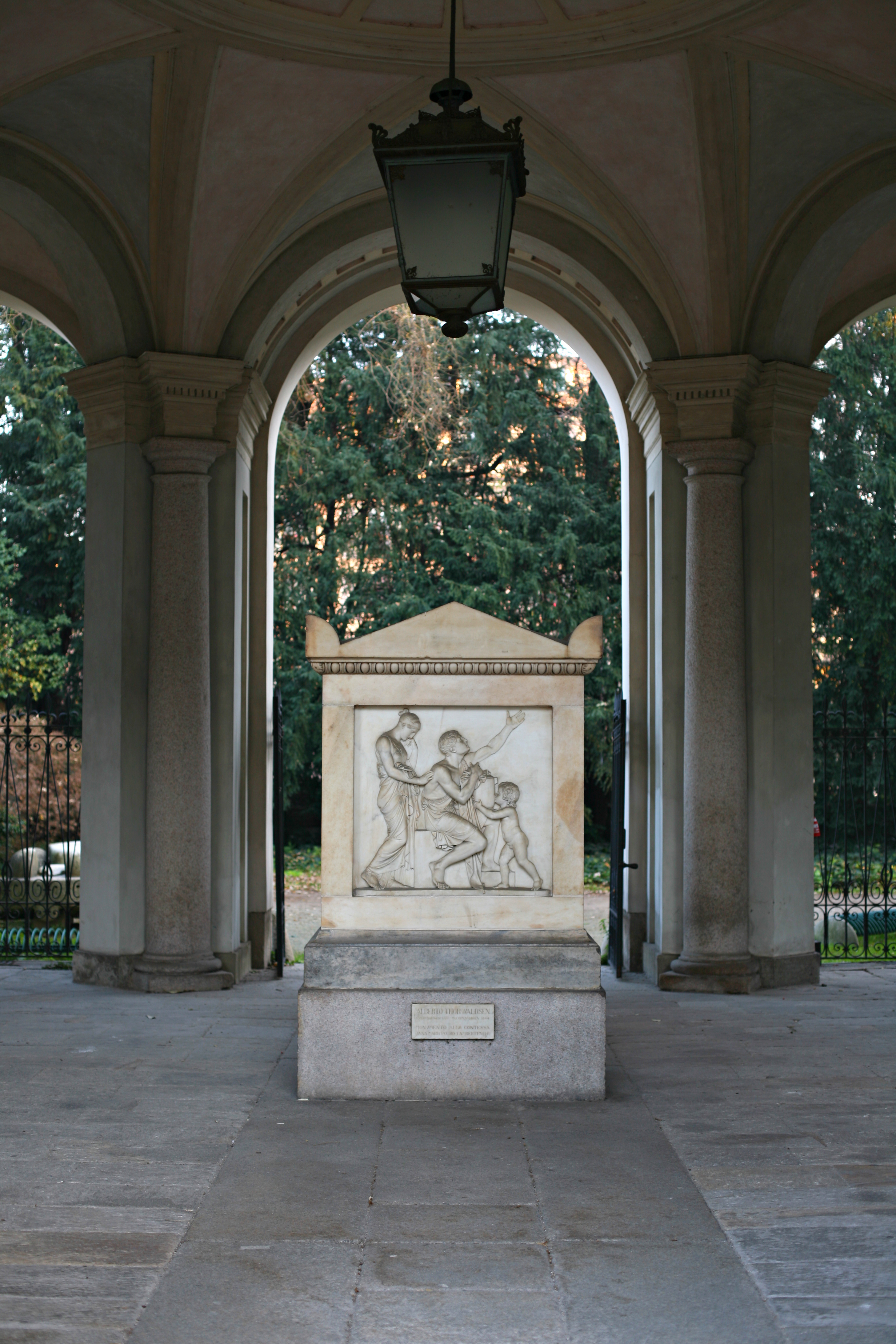
Visione d'insieme del monumento